# (7509) Gamzatov
(7509) Gamzatov (1977 EL) – planetoida z pasa głównego asteroid okrążająca Słońce w ciągu 3,31 lat w średniej odległości 2,22 j.a. Odkryta 9 marca 1977 roku.